# Rødovre
Rødovre is een gemeente in de Deense regio Hoofdstad (Hovedstaden) en telt 38.492 inwoners (2017).
Rødovre werd bij de herindeling van 2007 niet samengevoegd maar bleef een zelfstandige gemeente.

## Geboren
- Lotte Andersen (1963), actrice
- Brigitte Nielsen (1963), model en actrice
- Helle Thorning-Schmidt (1966), minister-president
- Ole Bjur (1968), voetballer
- Jakob Ejersbo (1968), schrijver en journalist
- Marc Rieper (1968), voetballer
- Nikolaj Lie Kaas (1973), acteur
- Timmi Johansen (1987), voetballer
- Sebastian Nielsen (2000), wielrenner

Albertslund · Allerød · Ballerup · Bornholm · Brøndby · Dragør · Egedal · Fredensborg · Frederiksberg · Frederikssund · Furesø · Gentofte · Gladsaxe · Glostrup · Gribskov · Halsnæs · Helsingør · Herlev · Hillerød · Høje-Taastrup · Hørsholm · Hvidovre · Ishøj · København · Lyngby-Taarbæk · Rødovre · Rudersdal · Tårnby · Vallensbæk
- International Standard Name Identifier: 0000 0004 0379 2218
- MusicBrainz: fd63d66b-bbf2-46cc-8e5b-274c9ec1c8b1